# Villafranca del Bierzo
Villafranca del Bierzo – gmina w Hiszpanii, w prowincji León, w Kastylii i León, o powierzchni 177,37 km². W 2011 roku gmina liczyła 3463 mieszkańców.